# Suffer Yourself
Suffer Yourself ist eine 2011 gegründete Death- und Funeral-Doom-Band.

## Geschichte
Der damals in Rzeszów lebende Stanislav Govorukha gründete Suffer Yourself 2011 als Soloprojekt. Im gleichen Jahr veröffentlichte das Projekt Demoaufnahmen unter dem Titel Inner Sanctum. Nach wenigen Jahren siedelte Govorukha in die Ukraine um und formierte dort eine Band, mit der er Auftritte absolvierte und Popularität erlangte. In der Ukraine spielte Suffer Yourself auch das von Greg Chandler abgemischte Debütalbum Inner Sanctum ein. Im Jahr 2015 zog Govorukha mit Teilen von Suffer Yourself in das schwedische Linköping. Dort nahm er neue Mitglieder in die Band auf und führte die Gruppe in konstanter Belegschaft fort. Im Jahr 2019 nahm er mit Johan Selleskog einen neuen Bassist auf. In der veränderten Konstellation spielte Suffer Yourself das zweite Studioalbum Ectoplasm ein. Das Album wurde über Cimmerian Shade Recordings, Satanath Records und More Hate Productions veröffentlicht. Die EP Rip Tide 2021 und das Album Axis of Tortures 2023 über Aesthetic Death Records.

## Werk und Wirkung
Suffer Yourself veröffentlichte das Demo Inner Sanctum im Jahr 2011 im Selbstverlag. Das Debütalbum unter dem gleichen Titel erschien 2014 über Cimmerian Shade Recordings. Im Jahr 2016 folgte das zweite Studioalbum Ectoplasm über Cimmerian Shade Recordings, Satanath Records und More Hate Productions. Beide Alben wurden international überwiegend positiv aufgenommen. Für das 2021 erschienene Minialbum Rip Tide kooperierte das Projekt mit Aesthetic Death Records. Über das gleiche Label erschien zwei Jahre später das Album Axis of Tortures.

### Stil
„Kalt und trostloser auf einem Atmospheric Funeral Doom basierenden Death Doom, der einen Großteil der hypnotischen Wiederholung des ersteren Stils mit einem Tempo, das eher für den letzteren geeignet ist“ spielt Suffer Yourself laut der Band-Datenbank des Webzines Doom-Metal.com. Das Tempo bliebe vornehmlich moderat und entspräche eher dem Death Doom als dem Funeral Doom. Derweil „die absichtliche und würdevolle Wiederholung“ der Kompositionen mehr dem Funeral Doom zuzuschreiben seien. Das Label Satanath Records preist die Musik als „Mischung aus Funeral- und Death-Doom mit einem Hauch von Dark Ambient“ an. Als Einflüsse nennt der die Einordnung als Funeral Death Doom bestätigende Govorukha Evoken, Disembowelment und Mistress of the Dead.
Jenseits von Genre-Begriffen, heißt es in der Darstellung des Webzines Metal.it sei die Musik „dunkel und atmosphärisch“ dabei zöge die Gruppe „Einflüsse aus dem gesamten Metal-Spektrum“. Als Basis des Klangs benennt Mike Liassides „zwei Gitarren und einen Bass mit einigen gut programmierten Drums, Keyboard und Effekten“. Diese würden um eine Geige ergänzt. Suffer Yourself mische in den vom intensiven repetitiven Riff-Gitarrenspiel, mit melodieführenden Leads, dominierten Klang klaren mit gutturalem Gesang und kombiniere diesen Wechsel mit atmosphärischen Keyboard-Arrangements. Der Gesang bliebe jedoch größtenteils ein als kraftvoll betiteltes Growling, die Gruppe ergänze diese jedoch um einige saubere und gesprochene Passagen die auf den Charakter der jeweiligen Phasen abgestimmt sind. Mit dem dritten Album erweiterte und veränderte, die Gruppe ihren Klang noch weiter in Richtung populärer Funeral-Doom-Gruppen wie Esoteric und Evoken, behielt die eigene „unverwechselbare Identität“ bei, ergänzten ihren Klang jedoch um mehr Härte und Psychedelic. Dabei wird das Rip Tide betitelte Album als Kopzeptalbum, um den Überlebenskampf des Ertrinkens zwischen Resignation und aggressivem Durchhaltewillen, rezipiert.

### Rezeption
Das Debüt Inner Sanctum wurde in Relation zum zweiten Album wenig Rezensiert. Als „großartig klingendes Album“ pries George Washburn für We are Metalheads das Suffer-Yourself-Debüt. Mike Liassides besprach das Album für Doom-Metal.com, vergab acht von zehn Punkten und nannte es eine beeindruckende „Verbesserung der Demoversion“. Es sei eine ausgereifte „sorgfältig und nachdenklich ausgearbeitet“ Vermengung der Einflüssen und Geschichte der Gruppe. Ectoplasm wurde von ihm ebenfalls für Doom-Metal.com rezensiert und mit einer Wertung von neun von zehn Punkten als eines der besten Alben des Jahres generell und als das beste Funeral-Doom-Album des Jahres 2016 betitelt. Die von El Cuevo für Angry Metal Guy urteilte dem widersprechend, dass das Album „eine beeindruckende Doom-Platte“ sei, jedoch „nicht gut genug in einem Jahr voll großartigen Dooms“.

„Auch wenn Ectoplasm nicht auf ganzer Linie (oder auf ganzer Länge) begeistern kann, so haben SUFFER YOURSELF doch ein stimmungsvolles Album geschaffen, das sich gut dazu eignet, einfach einmal eine Stunde lang abzuschalten und sich in emotionale Kälte zu hüllen.“

Weitere Rezensionen blieben indes positiv und lobten Ectoplasm als metaphysisch und übernatürlich, „emotional so reichhaltig, dass es ergreifend und intensiv konfrontierend“ und „positiv schockierend“ erscheine sowie als „eine gut ausgearbeitete Platte schweren Death Dooms“. Dabei wird die emotionale Wirkung als Gesamteindruck des Albums jenseits der Bewertung einzelner Stücke hervorgehoben. Ectoplasm am Stück aufmerksam laufen zu lassen scheine „sehr wichtig zu sein“ um nicht„die Verbindung zu der“ gelobten Atmosphäre zu verlieren.
Das via Aesthetic Death veröffentlichte Rip Tide wurde mehrheitlich gelobt. Insbesondere die tonale Aufarbeitung des maritime Konzepts wurde als gelungen wahrgenommen. Es sei ein „Funeral Doom von höchstem Ausdruck“ schrieb Joshua für das spanische Broken Tomb Magazine. Neil Bolton nannte es für The Razors Edge ein „markantes, extremes Death- und Funeral-Doom-Album […], das düster und interessant“ zugleich sei. Kai von Wiarda zog den fazitären Schluss, dass Suffer Yourself mit Rip Tide einen „Wunsch vieler Menschen“ erfülle, eine „Pforte zum Jenseits durch das nasse Grab zu durchschreiten“ und gab dem Album benotend elf von 15 optionalen Punkten. Das Album sei ein Malstrom der die Band mit an die Spitze des Genres brächte.